# 女巨人
女巨人（英語：Giantess），在神話之中指的是女性的巨人，現實中指的是身高高於大多數女性的女人，而在二次元文化圈中指比普通人還巨大的女性角色。也叫巨大娘（きょだいむすめ），是种虚构的萌属性，也是一种性癖,略称gts。

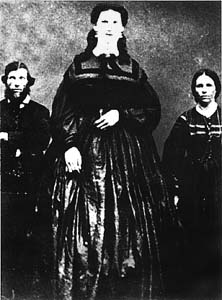
长身/高身长女性安娜·海宁·贝茨

## 传说的女巨人

### 希腊神话
泰坦巨人的女性席米斯（themis）为神庙中授予神谕的女神，然后尼莫辛（mnemosyne）为掌管记忆的女神， 狄奥妮（dione）为爱与美的泰坦女神。另外有特提斯(tethys)、希亚（theia）、菲比（phoibe\phoebe）、瑞亚（rheia/rhea）和无常女神（mutability）。

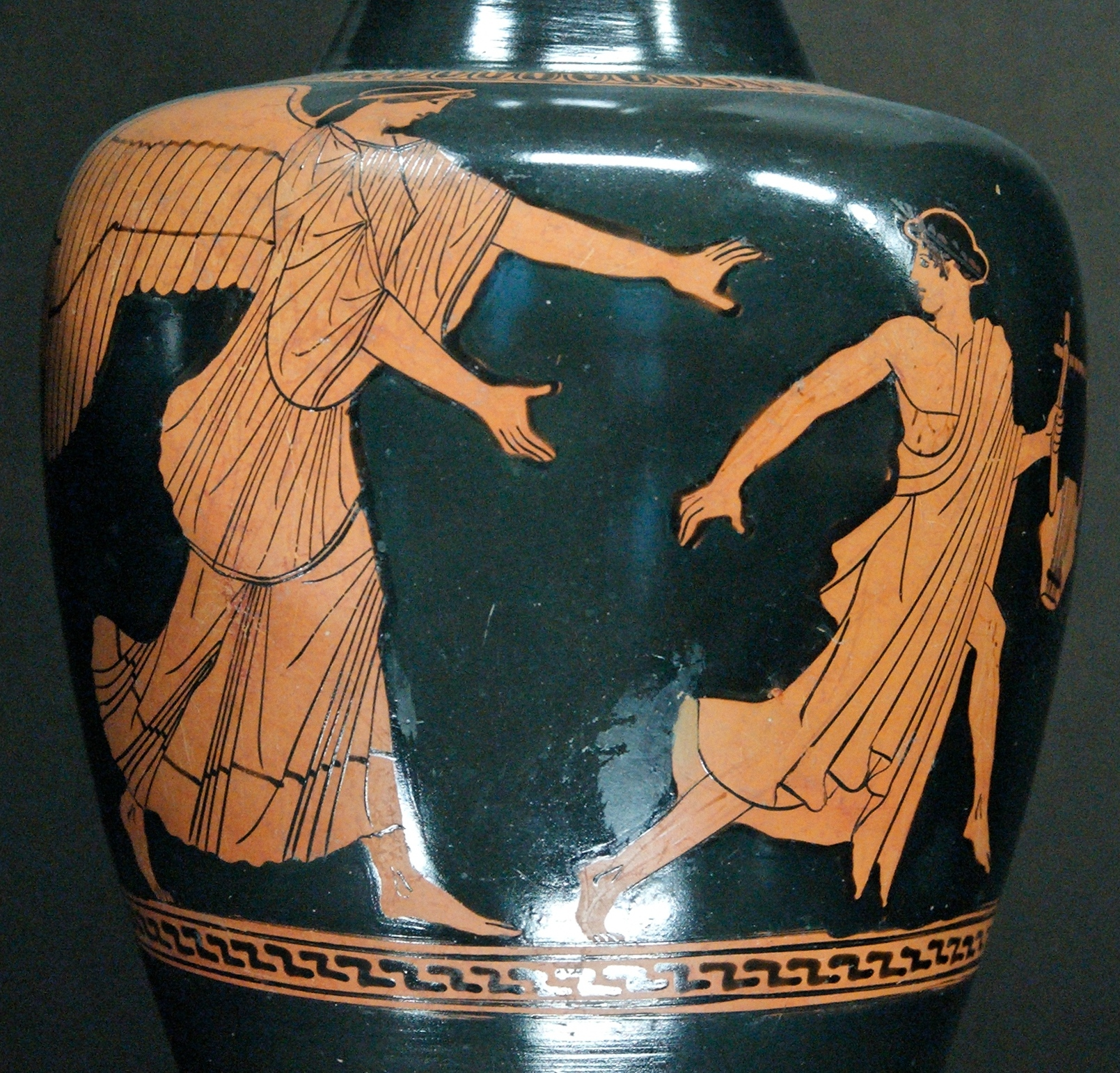
女性泰坦巨人

帕拉丝（pallas）为克利欧司女儿，以及阿斯特莱亚（astraea）是宙斯和席米斯女儿。瑟莉妮（selene）是希佩利翁和希亚的女儿。姬尔凯（kirke、circe）父亲是赫利俄斯（helios）,皮拉（pyrrha）为亚佩托斯孙女。泰坦巨人夫妻吉欧斯和菲比有两女儿，分别阿斯特莉亚（asteria）和丽托(leto）

### 北欧神话
北欧女巨人也叫（gygr），其中女巨人葛尔德(gerd)是巨人基米尔和女性山巨人欧尔柏妲(aurboda)的女儿。然后斯卡蒂（skadi）是尼欧德（njord）和夏基(thiazi)的女儿。耿雷姿(gunnlod)是约顿巨人史登（suttungr、suttung）的女儿，葛丽德（grid）为维达(vidar)的母亲。雅恩沙克莎（jarnsaxa）为马格尼（magni）母亲。奥斯克鲁德的18个女儿里面幺妹亚琳妮菲雅（arinnefja、arinnefia）,在"女先知的预言"第8节提到三个女巨人，分别古儿薇(gullveig)、布里米尔（brimir）、布莱恩（blain）。然后巨人国约顿海姆,与现在北欧的萨普米区域接近,女巨人琳达出身地就在俄罗斯。格琳希尔德(grimhild)为赫里姆尼尔（hrimnir）妹妹，然后赫里姆尼尔有女儿菲玛(feima)、克蕾玛（kleima）、赫琉德（hljod）。哈德格瑞普(harthgrepa)为瓦格根霍特(vagnophtus)女儿。

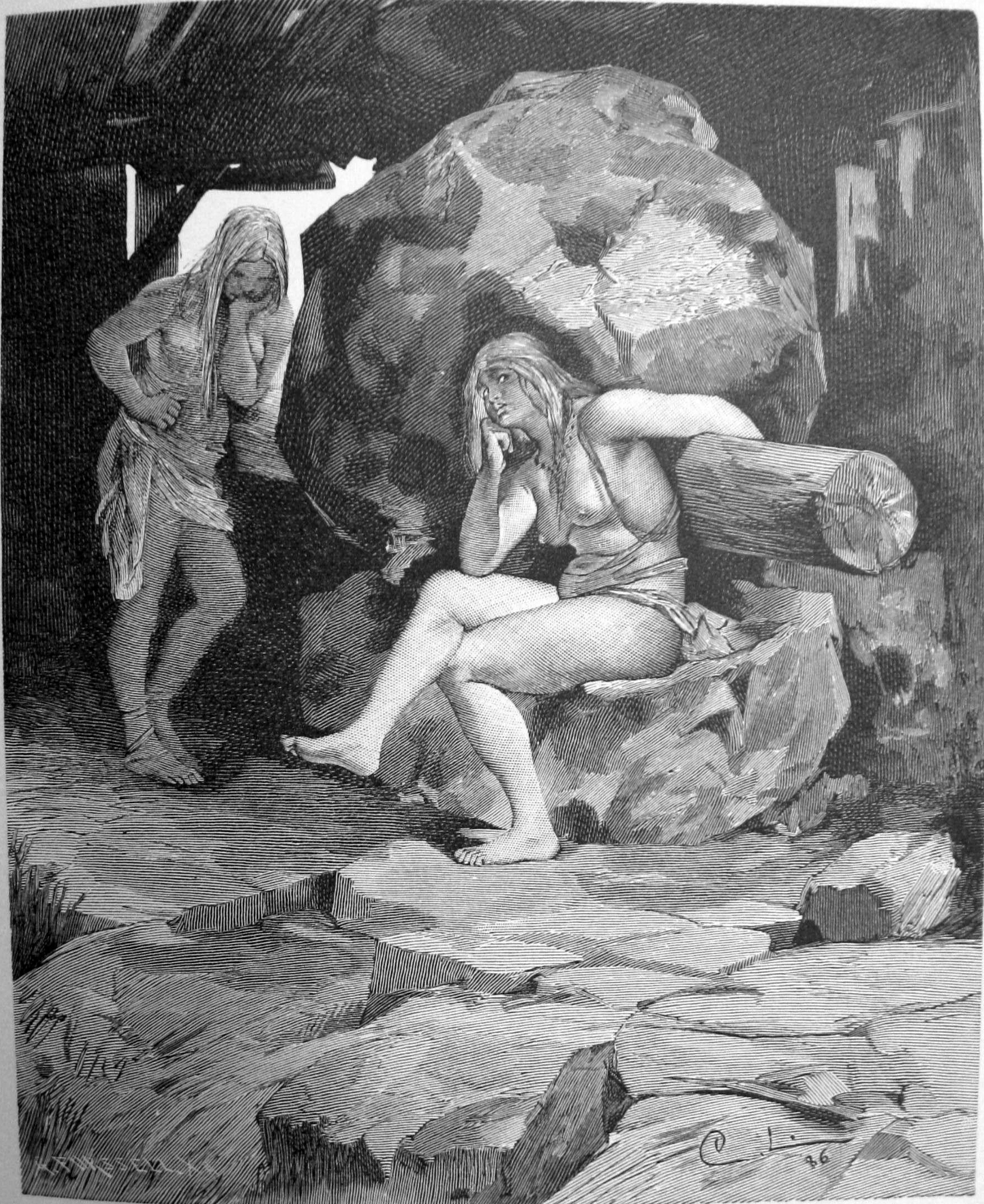
北欧女巨人

以及辛摩拉为火巨人史尔特尔妻子。

### 英国传说
科美莉安（cormelian）为科摩兰巨人妻子，传说两巨人夫妻制造了康沃尔半岛西北的圣迈可山（mount st.michael）岛屿。

### 巴斯克
巴萨安卓（basaandre、basaandere）为巴萨毫恩（Basajaun）妻子，会引诱男人来吃。

### 埃及神话
埃及神話中的天神努特，埃及壁畫中常可看到，以四肢罩著大地形成天空的女神與平躺形成大地的蓋布被兩人的父親舒以跪姿分開。

## 文学的女巨人
在《哈利波特》中，魯霸·海格的母亲是个女巨人，另外波巴洞魔法学校（beauxbatons academy）的校长美心夫人（madame maxime）是个女性半巨人。
- 格列佛遊記中的大人國遊記中也有女巨人。

## 虛構的女巨人例子
- 經典日本漫畫超弩級少女4946中的少女(公稱)，身長4,946CM，15歲，本名衛宮 愛，最憤怒的是不能將她的身高四捨五入成50公尺。
- 經典日本漫畫極限女孩，小春野白絹，變身後身高：31.2m；鳳薇薇安，變身後身高：33.6m；諸星蕾，變身時後身高：29.4m。
- 經典日本漫畫超級巨鳳，女主角摩莉摩身高16.3M。
- 日本漫畫 妖精狩獵者：番外篇，故事敘述為了回到地球而立志脫光女精靈衣服的主角群，為了剝光某女而與其展開了賭注。結果該位不幸的女精靈在中計誤飲了巨大化魔法藥水之後變成了巨人。
- 日本漫畫進擊的巨人中的（女型の巨人）角色亞妮·雷恩哈特。女巨人型態為14公尺。
- 日本漫畫七大罪，七大罪成員的嫉妒之罪，黛安娜，身高915cm，面貌俏皮可愛，特徵是雙馬尾，身材妖嬈。身為巨人族而與大地有著緊密聯繫，並擁有可怕的怪力。
- 日本漫畫巨大的她
- 女武神驅動中的配角未貳見尼彌。
- 贾尼·罗大里的作品《长不大的苔蕾丝》里女主苔蕾丝能巨大化

## 参看
- 巨大爱好
- 長人列表